# Gradina (Pljevlja)
Pour les articles homonymes, voir Gradina.
Gradina (en serbe cyrillique : Градина) est un village du nord du Monténégro, dans la municipalité de Pljevlja.

## Démographie

### Évolution historique de la population
| 1948 | 1953 | 1961 | 1971 | 1981 | 1991 | 2003 |
| ---- | ---- | ---- | ---- | ---- | ---- | ---- |
| 182  | 228  | 261  | 205  | 168  | 98   | 54   |